# Geremi Njitap
Geremi Sorele Njitap Fotso (Bafoussam, 20 de dezembro de 1978) é um ex-futebolista camaronês que atuava como lateral-direito ou meio-campista.
É primo de Pierre Webó, ex-futebolista camaronês que atuava como centroavante.

## Carreira
Durante sua carreira, atuou por clubes de seis países diferentes, com destaque para as passagens por Real Madrid, Chelsea e Newcastle. Seu último clube foi o modesto Larissa, da Grécia, onde foi contratado em agosto de 2010 e só atuou por uma temporada.

### Seleção Nacional
Geremi começou defendendo Camarões na categoria Sub-20, tendo participado da Copa do Mundo Sub-20 de 1995. Pela Seleção Camaronesa principal, realizou sua estreia em outubro de 1996, numa partida contra o Gabão. Quatro anos depois, esteve na equipe que conquistou a medalha de ouro nos Jogos Olímpicos de Verão de 2000.
O jogador disputou o Campeonato Africano das Nações em 1998, 2000, 2002, 2004, 2006, 2008 e 2010, sendo campeão em 2000 e 2002, e vice na penúltima participação. Também foi convocado para as Copas do Mundo de 2002 e 2010. No total pelos Leões Indomáveis, atuou em 118 partidas e marcou 13 gols.

## Vida pessoal
Em março 2024, Geremi acabou seu casamento de 12 anos junto com a modelo Toukam Fotso Laure Verline, após descobrir que não era o pai biológico de seus filhos. O ex-jogador descobriu após um teste de DNA que o pai dos gêmeos era o ex-marido de Fotso, com quem ela teve relações enquanto já estava com o camaronês em 2008.

## Títulos
Racing Bafoussam
- Campeonato Camaronês: 1995
- Copa de Camarões: 1996

Real Madrid
- La Liga: 2000–01
- Liga dos Campeões da UEFA: 1999–00 e 2001–02

Chelsea
- Premier League: 2004–05 e 2005–06
- Supercopa da Inglaterra: 2005

Newcastle
- EFL Championship: 2009–10

Seleção Camaronesa
- Campeonato Africano das Nações: 2000 e 2002
- Medalha de ouro nos Jogos Olímpicos: 2000